# Teté Caturla
Teté Caturla, nombre de nacimiento Regla Teresa García Rodríguez (Remedios, Villa Clara, 13 de octubre de 1937- La Habana 4 de septiembre de 2023), fue una maestra y cantante cubana. 

## Biografía
Hija del músico y multinstrumentista cubano Alejandro García Caturla, Teté se matriculó en la Escuela Normal y se graduó de maestra, pero se dedicó a la música.
Caturla fue merecedora de la Distinción por la Cultura Nacional de Cuba, la Réplica del Machete de Máximo Gómez y otros muchos reconocimientos.
Teté Caturla falleció el 4 de septiembre de 2023 a los 85 años.